# Tamar (Tochter Davids)

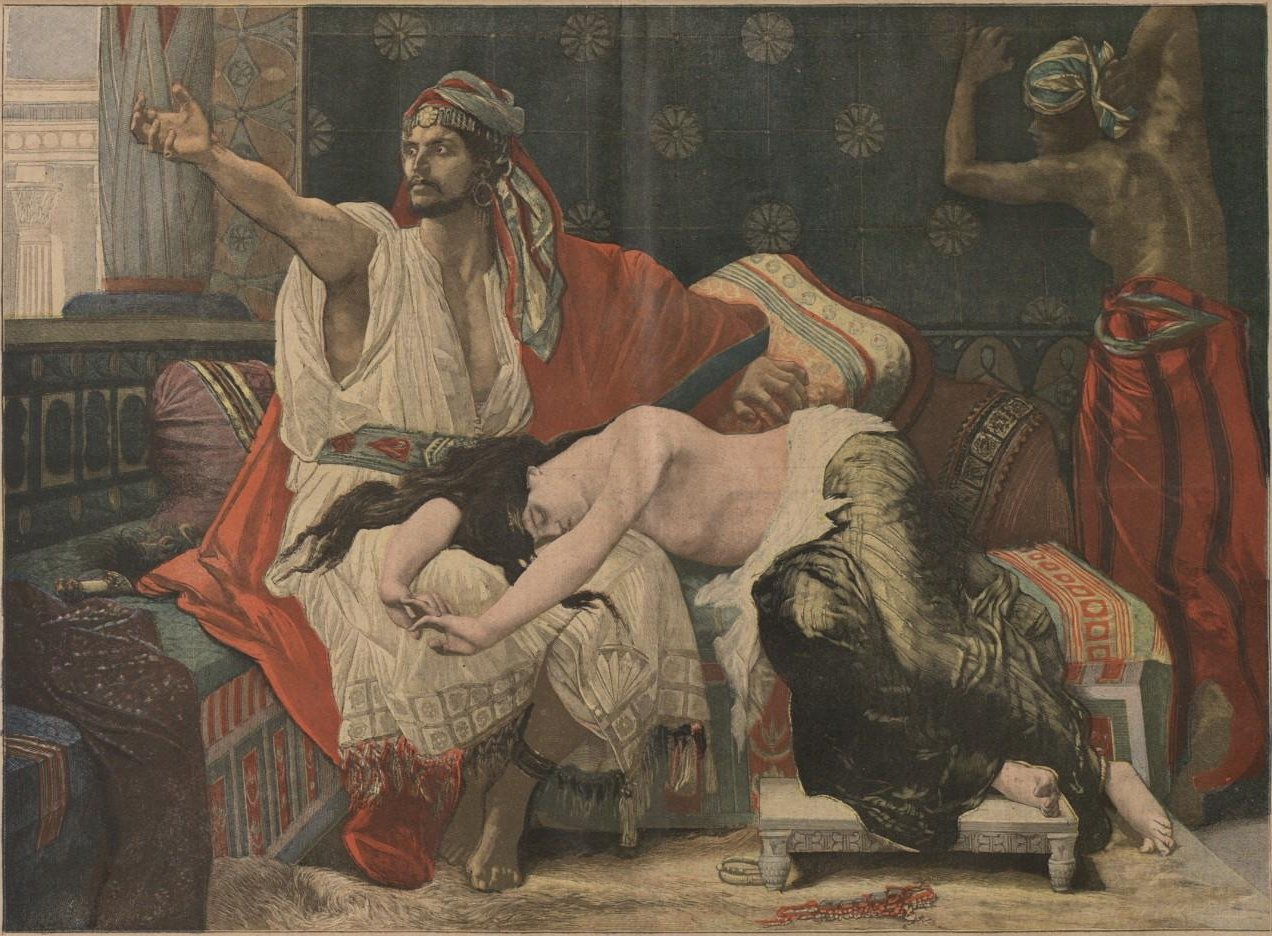
Thamar mit ihrem Bruder Abschalom

Tamar ist eine biblische Person, die im 2. Buch Samuel erwähnt wird. Bereits in der Genesis wird eine andere Tamar erwähnt, die die Schwiegertochter des Juda ist und ihm Zwillinge schenkt.

## Etymologie
Der hebräische Personenname תָּמָר tāmār, deutsch ‚Tamar‘ ist ein Pflanzenname und bedeutet „Dattelpalme“. Der Name ist mit Fruchtbarkeit konnotiert und ausschließlich für feminine Namensträger nachgewiesen. Die Septuaginta gibt den Namen mit θαμαρ Thamar (bzw. in 2 Sam 13,19  mit θημαρ Thēmar) wieder, die Vulgata mit Thamar.

## Bibelüberlieferung
Tamar war eine Tochter von David und von Maacha, die die Tochter von Talmai, dem König von Geschur, war (2 Sam 13,1–22 ). Sie war daher eine Vollschwester Abschaloms. Davids ältester noch lebender Sohn, Tamars Halbbruder Amnon, verliebte sich in sie. Er stellte sich aufgrund des Rates von Jonadab, seines Cousins und Freundes, krank und veranlasste den Vater, die Halbschwester zu schicken, um ihm eine Krankenspeise zuzubereiten. Er vergewaltigte sie hierbei. Als sie ihn daraufhin anflehte, sie von ihrem gemeinsamen Vater als Ehefrau zu erbitten, warf er sie aus dem Haus.
Ihr Bruder Abschalom nahm sie auf, offenbar in der Annahme, dass ihr Vater eingreifen würde. Dieser wurde „darüber sehr zornig“ (2 Sam 13,21 ), unternahm jedoch nichts gegen den Kronprinzen. Abschalom wartete zwei Jahre ab, bevor er Rache nahm: Er lud den Vergewaltiger zu einem Fest ein, wartete ab, bis Amnon betrunken war und ließ ihn töten. Die Tat muss im Rahmen der Auseinandersetzungen um die Nachfolge Davids (die zur Revolte Abschaloms gegen seinen Vater führten) gesehen werden.

## Tamar, Enkelin Davids
Laut biblischer Überlieferung hatte Abschalom eine Tochter namens Tamar, die offenbar nach ihrer Tante benannt wurde (2 Sam 14,27 ). Nach einem Zusatz der Septuaginta war sie die Frau des Rehabeam.

## Rabbinische Interpretation
Die Weisen der Mischna weisen darauf hin, dass Amnons Liebe zu Tamar, seiner Halbschwester, nicht aus wahrer Zuneigung entstand, sondern aus Leidenschaft und Lust, weshalb er, nachdem er sein Verlangen erfüllt hatte, sie sofort „überaus hasste“. „Alle Liebe, die von einer bestimmten Sache abhängt, hört auf, wenn diese Sache aufhört; so war die Liebe von Amnon zu Tamar“ (Traktat Abot 5,16). Amnons Liebe zu Tamar war jedoch keine solche Übertretung, wie man gewöhnlich annimmt: denn obwohl sie eine Tochter Davids war, war ihre Mutter eine Kriegsgefangene, die noch keine Jüdin geworden war; folglich war auch Tamar nicht in die jüdische Gemeinde eingetreten (Traktat Sanhedrin 21a). Der Vorfall von Amnon und Tamar wurde von den Weisen als Rechtfertigung für ihre Regel herangezogen, dass ein Mann auf keinen Fall allein in der Gesellschaft einer Frau bleiben darf.

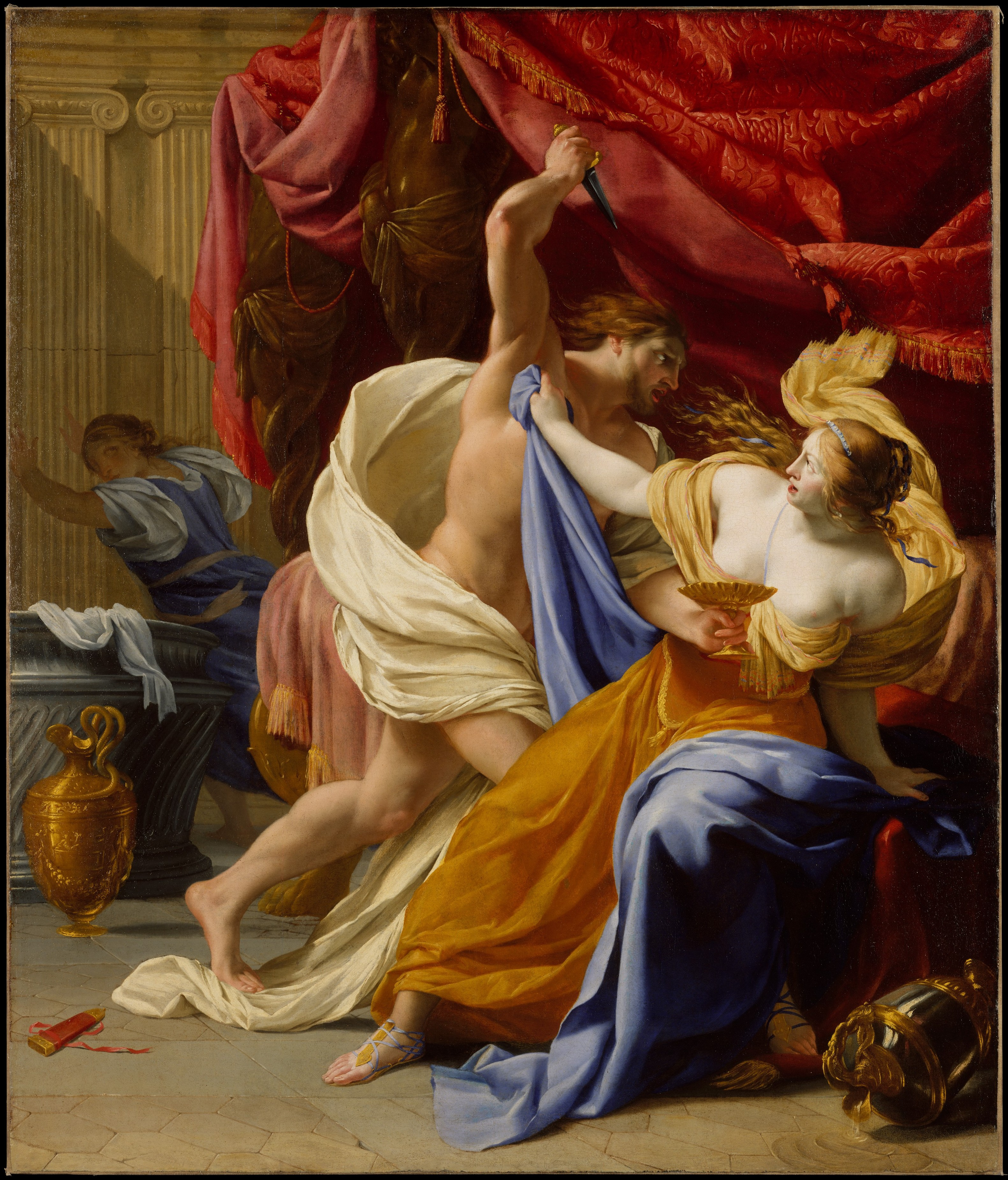
Vergewaltigung der Tamar

## Wissenschaftliche Diskussion
Michael D. Coogan schreibt die Platzierung der Erzählung von der Vergewaltigung von Tamar, die kurz nach der Erzählung von Bathseba kommt, als eine Möglichkeit für den Erzähler an, Amnon mit David zu vergleichen. Wie David Batseba Unrecht tat, so wird auch Amnon Tamar Unrecht tun (wie der Vater so der Sohn). Mark Gray widerspricht Coogan in diesem Punkt jedoch und argumentiert, dass „die Vergewaltigung von Tamar ein Akt von solch entsetzlicher Verunreinigung ist, dass sie von Davids Begegnung mit Bathseba abgegrenzt wird“.
Mary J. Evans beschreibt Tamar als „schöne, gutherzige, gehorsame, rechtschaffene Tochter, die von ihrer Familie völlig zerstört wird“.  Nach der Vergewaltigung versuchte Amnon, Tamar wegzuschicken. Sie antwortete: „Nein, mein Bruder, denn dieses Unrecht, mich wegzuschicken, ist größer als das andere, das du mir angetan hast“ (2 Sam 13,15-16 ). Diese Antwort bezieht sich auf (5 Mos 22,28 ), wo es heißt, dass ein Mann, der eine Jungfrau vergewaltigt, sie heiraten muss.
Sie ist auch in einem Kapitel des König-David-Berichts von Stefan Heym geschildert. Der Roman Tamar von Ralph Roger Glöckler erzählt die Geschichte von König Davids Tochter als heutiges Familiendrama.